# Fomínovka
Fomínovka (en rus: Фоминовка) és un poble (un khútor) de l'óblast de Vorónej, a Rússia, segons el cens del 2010 no tenia cap habitant.